# Камило Бернери
Камило Бернери (на италиански: Camillo Berneri, 20 май 1897 г., Лоди, Ломбардия, Италия – 5 май 1937 г., Барселона, Каталуния, Испания) е италиански писател, професор по философия и анархист.

## Биография

### Ранни години
Камило Бернери е роден в Лоди на 20 май 1897 г. Детството му е белязано от физически страдания. Само за няколко месеца той става слаб от недохранване. През 1904 г. Камило се разболява от коремен тиф, а по-късно и от гастроентерит. Баща му е местен чиновник, а майка му е учителка в начално училище. Бащата на Бернери също е бил червеноризец, а дядо му е бил карбонари и последовател на Джузепе Мацини. Заедно с родителите си той се мести от Лоди в Милано, след това в Палермо и във Форли, където пристига през 1905 г., след което Камило отива във Варало и накрая в Реджо Емилия.
През 1912 г. Бернери става член на Федерацията на социалистическата младеж на Реджо Емилия (Federazione Giovanile Socialista di Reggio Emilia (FGS)). По това време той беше убеден социалист. Като секретар на Централния комитет на FGS, след интензивни дискусии, по-специално с Торкуато Гоби, книговезец и член на Международния комитет за анархистко действие, той напуска FGS през 1915 г. В отворено писмо Бернери критикува FGS за бюрокрация и „липса на лоялност“.
Социалистическото движение започна своето катастрофално слизане в основите на разрушителния егоизъм, като по този начин следва траекторията на моралната сила на християнството, което стана мощно чрез своите мъченици и изпадна в упадък, когато жертвите на неговите привърженици престанаха. […] Имаме нужда от нов подем, имаме нужда от връщане към времето, когато да обичаш Идеята означаваше да не се страхуваш от смъртта и да не жертваш целия си живот в името на пълното подчинение.
Бернери се присъединява към италианското анархистко движение. Той описва своето напускане на социализма с думите: „Идеалният работник на марксизма или социализма е митична фигура. Тя произтича от метафизиката на социалистическия романтизъм и не е исторически доказана. Той беше изумен от жеста на своите другари, които, въпреки че напуснаха, искаха той да ръководи последната среща на FGS в Реджо, както и от жеста на своя ментор Камило Прамполини, който го повика да попита за причините за тяхното несъгласие. Бернери винаги ще посочва „приятни спомени от социалистическия период. През 1916 г. се премества в Арецо, където завършва гимназиалното си образование.
На 4 януари 1917 г. той се жени за Гуалтиери Джованна Калефи, бивша ученичка на майка му от училище в Реджо Емилия. Три месеца след сватбата той е повикан на военна служба, но е отстранен от служба поради тежко заболяване. След три години военна служба той е принуден да напусне военната академия в Модена като „подривник“ поради антимилитаристични дейности. Под охрана е изпратен на фронта и два пъти е изправен пред военен съд. През 1919 г. е заточен на остров Пианоза поради участие в общата стачка на 20 – 21 юли 1919 г. Уволнен от армията през 1919 г., той започва да работи усърдно с анархистката преса, след което участва в създаването на Съюз на италианските анархисти. Като убеден антимилитарист, той пише: „Клане, грабеж, изнасилване, това е война! За да задоволи похотта си, подлият човек взема върху себе си смелостта, която му убягва, когато трябва да спаси ближния си от опасност или да предприеме опасно и болезнено дело. В задимената и пропита с кръв атмосфера на войната обикновеният човек изпада във варварство, а понякога дори се превръща в звяр. През 1920 г. той активно участва в окупацията на фабриките в Северна Италия.
По това време Бернери започва да пише под псевдонима Камило да Лоди в няколко либертариански периодични издания: Umanità Nova, Pensiero e Volontà, L'Avvenire Anarchico, La Rivolta, Volontà. Той публикува първата си статия на 1 февруари 1914 г. в списание L'Avanguardia под заглавието The Lies of the Old Testament. По-късно последваха публикации в различни анархистки издания, като: La Protesta, Tiempos Nuevos, Tierra y Libertad, La Revista Blanca и Estudios. Той също се сприятелява с Ерико Малатеста и Луиджи Фабри.
След войната той завършва обучението си във Флорентинския университет, където Камило е ученик на Гаетано Салвемини. След като завършва Философския факултет през 1922 г., той получава длъжността професор по философия, след което преподава в този университет, по-късно известно време Бернери преподава философия в Камерино.
Когато фашистите завземат властта, Камило отказва да бъде лоялен към режима на Бенито Мусолини и тъй като мрази фашизма, поддържа контакт с флорентинските антифашисти, докато е в Умбрия и разпространява антифашисткия вестник Non Mollare. Дейността на Бернери в италианския анархистки съюз е много интензивна през тези години.

## Емиграция и полицейски преследвания
През 1926 г. Камило Бернери е принуден да напусне страната, заедно със съпругата си Джована Калефи, както и анархистките дъщери Мари и Джилиана.
Бернери и семейството му се преместват във Франция. [13] За първи път е арестуван през април 1927 г. след международна конференция в L'Ail-le-Rose, оттогава е в арест. На 11 декември 1928 г. той е изгонен от Франция и до 1930 г. е постоянно тормозен от белгийската, френската, холандската, германската и люксембургската полиция при последващи трансфери и престои в затвора. Той получава разрешение за пребиваване във Франция едва през 1935 г., малко преди да замине за Испания. Въпреки това, той продължава да публикува широко в анархистката преса в Италия, Швейцария, Съединените щати и Франция. [четиринадесет]
Въпреки всички ограничения, този период му позволява да чете книги на различни теми като наука, психология, финализъм и т.н. Той пише антирелигиозни статии и памфлети, както и за еманципацията на жените. Той също така завършва дипломната си работа Le Juif antisémite, The Anti-Semitic Jew, където изучава насилствената или доброволна асимилация на евреи. Андре Шпеер, поет и ционист, смята тази книга за от първостепенно значение. Но най-важните му произведения са Шпионажът (L'espionnage), Фашисткият шпионаж в чужбина (Lo spionaggio fascista all'estero) и „Мусолини завладява Балеарските острови“ (Mussolini à la conquête des Baléares).
Той пише и за анархизма, където защитава личните си позиции:
| „ | Трябва да се отдалечим от романтизма. Погледнете масите, бих казал, в перспектива. Няма хомогенни хора, а тълпи, разнородни, разделени на групи. Няма революционна воля на масите, а революционни моменти, в които масите са огромен лост. – 1927 г. | “ |

| „ | Ако искаме да постигнем значителна ревизия на нашата революционна сила, тогава трябва да се отървем от идеологическите априоризми и удобното отлагане за утре на решаването на тактически и конструктивни проблеми. Искам да кажа, че най-голямата опасност от спиране и отклоняване от революцията се крие в консервативната тенденция на масите. – 1930 г. | “ |

## Гражданска война в Испания
Когато избухва революцията и гражданската война в Испания, Бернери е един от първите, които пристигат в Каталония – центърът на масовата активност на либертарианците, обединени в Националната конфедерация на труда (CNT). [15] Заедно с Карло Росели и други италиански антифашисти те формират колона, която е включена в колоната на Франсиско Аскасо на Арагонския фронт. На 28 август 1936 г. Камило Бернери участва в битката при Монте Пеладо близо до Уеска:„Защитавахме позиция от 130 срещу 600, закалени и тежко въоръжени, и това продължи четири часа битка.“
Уморен от трудностите на фронта, той се занимава с дискусии и политическа работа, публикувайки в Барселона от 9 октомври 1936 г. италианския седмичник Guerra di Classe. Бернери е един от първите, който твърди, че само антикапиталистическата борба може да устои на фашизма и че проблемът с антифашизма е отхвърлянето на принципите на социалната революция. Той също така постоянно повтаря, че революцията трябва да бъде спечелена на социална, а не на военна основа. Така той се противопоставя на милитаризацията на милициите, която вижда като първата победа на държавните сили. Срещу онези, които застъпват идеята „първо да победим Франко“, той аргументира тясната връзка между войната и социалната революция: „Победата във войната е необходима; войната обаче ще бъде спечелена не чрез ограничаване на проблема до чисто военни условия на победа, а чрез свързването им с политическите и социални условия на победа.“
Това е същността на многобройните му статии и изказвания, включително отвореното му писмо (Lettera aperta) до министъра на здравеопазването и анархистката Федерика Монсени, която заедно с двама други анархисти е в правителството на Ларго Кабайеро и в които Бернери е загрижен за красноречиви речи и брилянтни статии, рекламирани или написани от министри анархисти, заключени в „стратегическа позиция“:
| „ | Дойде време да разберем дали анархистите в правителството са весталки на пожар, който е на път да угасне, или сега служат само като фригийска шапка на политиците, които флиртуват с врага или със силите за възстановяване на „република на всички класове." Дилемата война или революция вече няма смисъл. Единствената значима дилема е следната: или победа над Франко чрез революционна война, или поражение. | “ |

Камило също става журналист в радио CNT-FAI ECN1 и излъчва програмата си в Италия.
В книгата „Мисъл и битка“ (Pensée et bataille) от 1936 г. Бернери дава критични коментари за случващото се, предупреждавайки за опасността от държавен преврат от сталинските комунисти или че е изненадан от „анархисткото правителство“. Той предлага множество политически предложения, дори и да не бъде разбран: декларацията за независимост на Мароко, координацията на въоръжените сили, постепенното увеличаване на социализацията .

## Политическо убийство
Камило Бернери, през януари 1937 г., заявява за репресиите от комунистите, действащи в новото правителство на Хуан Негрин: „Хиляди некомунисти, анархисти, антифашистки борци, които станаха жертви на кланета, трагично изчезнаха, но не и сталинисти, като напр. бойците на ПОУМ."
Последните му два текста са Ние и POUM (Nous et le POUM), публикувани от италианско-нюйоркския анархистки седмичник L'Adunata dei Refrattari (може би защото критиката, която Бернери направи, не беше публикувана през април-май 1937 г. в Испания), и реч на 3 май 1937 г. по радио CNT-FAI ECN1 (Национална конфедерация на труда-Федерация на анархистите в Иберия) за Италия по повод смъртта на Грамши: „Упоритият и достоен активист, който беше наш противник Антонио Грамши, е убеден, че е допринесъл за изграждането на ново общество“.
На 5 май 1937 г. Камило Бернери и неговият приятел анархист Франческо Барбиери са изведени от апартамента си от дузина мъже в цивилни дрехи с червени ленти (агенти на НКВД) на ръцете и полицаи. Телата им, надупчени от куршуми, са намерени на следващия ден. Най-вероятно престъплението е извършено от републиканската полиция заедно с италианските и испанските комунисти След смъртта на Бернери лидерът на италианските социалисти Пиетро Нени пише:
| „ | Ако анархистът Бернери беше загинал на барикадите на Барселона, борейки се срещу правителството на народа, ние нямаше какво да кажем и в тежестта на съдбата му щяхме да намерим строгия закон на революцията. Но Бернери беше убит и ние трябва да разкажем за това. | “ |

## Публикации

### На италиански език
- Отворено писмо до млади социалисти от млад анархист, Орвието, 1920 г
- I problemi della produzione comunista, Флоренция, 1920
- Le tre città, Флоренция, 1925
- Руски федералист. Петър Кропоткин, Рим, 1925 г
- Нормализаторът на Мусолини, Цюрих, 1927 г
- Фашисткият шпионаж в чужбина, Марсилия, 1929 г
- Le peché original, Орлеан, 1931
- Понятия за антифашистката химия, сл., 1934 г
- Mussolini gran actor, Валенсия, 1934
- L’operaiolatria, Брест, 1934
- Евреинът антисемит, Париж, 1935 г
- El delirio racista, Буенос Айрес, 1935
- Mussolini a la conquista de las Baleares, Барселона, 1937
- Привлекателна работа, Женева, 1938 г
- Класова война в Испания, Ним, 1938 г
- Доната и момчето, 1926 г
- Мисли и битки, 1938
- Християнство и работа, 1932 г
- Леонардо от З. Фройд – Тетрадки по психология № 1

### На френски език
- Евреинът антисемит, Париж, 1935 г
- Война на суморен в Испания, Ним, 1938 г
- Федералистът Петър Кропоткин, 1964 г
- На война с момичета в Испания и либертариански текстове, 1977
- Избрани писания, 1988
- le fascisme, избрани текстове (1923 – 1937), 2019, Mémoires sociales, 376 pp.

### Статии и брошури
- Идолопоклонство на работническата класа
- Le péché originel, Орлеан, 1931
- Зола психолог, La Revue anarchiste, № 17, февруари 1932 г., 130 стр.
- Отворено писмо до другарката Федерика Монсени, Guerra de classe, април 1937 г
- Контрареволюцията на поход, Guerra de classe, № 15, 5 май 1937 г.
- Мусолини завладява Балеарските острови, Париж, 1938 г
- Encyclopédie anarchiste (Анархия. Руска енциклопедия):
  - Детерминизъм
  - Бог
  - Развод
  - Свободна воля
- Много статии в L'En-Dehors, Le Combat syndicaliste, La Revue anarchiste и др.

### На английски език
- Между войната и революцията, Guerra di Classe, № 6, 16 декември 1936 г.